# Pero tana
Pero tana là một loài bướm đêm trong họ Geometridae.